# Sergio Citti
Pour les articles homonymes, voir Citti.
Sergio Citti, né le 30 mai 1933 à Fiumicino, dans le Latium, et mort le 11 octobre 2005 à Ostie, un quartier de Rome, est un acteur, scénariste et réalisateur italien. Il a beaucoup travaillé avec Pier Paolo Pasolini. Il est le frère de Franco Citti.

## Biographie
Né aux portes de Rome (Fiumicino abrite aujourd'hui l'aéroport international de la capitale), Sergio Citti connaît très bien le dialecte romain et son argot. C'est pour cette raison que Pasolini, qui, dans les années 1950, avait besoin d'aide pour ses ouvrages très romains, Les Ragazzi et Une vie violente, fait appel à lui ; Citti devient son « consultant en dialecte ». Pasolini l'appellera son « dictionnaire vivant ».
En 1959, Citti écrit le scénario du film Les Garçons de Mauro Bolognini. Il travaille ensuite sur tous les films dits romains de Pasolini, notamment, avec l'aide de son frère Franco, sur les scénarios des premiers films de son ami, Accattone (1961) et Mamma Roma (1962). Il fait également une courte apparition dans Accattone, où il joue un serveur.
Avec le temps, il acquiert une expérience cinématographique qui lui permet d'assister Pasolini sur La ricotta (1962), Des oiseaux, petits et gros (1965), La Terra vista dalla Luna (1966), Che cosa sono le nuvole? (1967). Avec Pupi Avati il écrit le scénario de Salò, ou les 120 journées de Sodome (1975), le dernier film de Pasolini.
En 1970, toujours avec l'aide de Pasolini, Citti tourne son premier film en tant que réalisateur : Ostia, où le thème de la poésie, du héros prolétaire, se retrouveront dans la plupart de ses films, Storie scellerate (1973), à l'ambiance de la Rome de Belli, et La Cabine des amoureux (Casotto) (1977), tourné sur la plage d'Ostie avec Ugo Tognazzi, Anna Melato, Mariangela Melato, Paolo Stoppa et Jodie Foster.
Il travaille aussi pour la Rai, pour laquelle il tourne Il minestrone (1979), avec son frère Franco, Roberto Benigni et Giorgio Gaber, ainsi que Sogni e bisogni (1985).
Après une pause de plusieurs années, il tourne I magi randagi, sur une idée de Pasolini, et gagne le prix Nastro d'Argento.
Atteint d'une maladie cardiaque depuis de longues années, il meurt à Ostie, le 11 octobre 2005, à l'âge de 72 ans.

## Filmographie

### Scénariste
- 1961 : Accattone
- 1962 : Mamma Roma

### Aide au réalisateur
- 1959 : Les Garçons (La notte brava)
- 1962 : La ricotta
- 1965 : Des oiseaux, petits et gros (Uccellacci e uccellini)
- 1966 : La Terra vista dalla Luna
- 1967 : Che cosa sono le nuvole?
- 1975 : Salò, ou les 120 journées de Sodome (Salò o le 120 giornate di Sodoma)

### Réalisateur
- 1970 : Ostia
- 1973 : Histoires scélérates (Storie scellerate)
- 1977 : La Cabine des amoureux (Casotto)
- 1979 : Deux bonnes pâtes (Due pezzi di pane)
- 1981 : Il minestrone
- 1985 : Sogni e bisogni (it) - film TV
- 1989 : Mortacci
- 1996 : I magi randagi
- 1998 : Cartoni animati (it), coréalisé avec Franco Citti
- 2001 : Vipera
- 2005 : Fratella e sorello

### Acteur
- 2001 : Pier Paolo Pasolini et la Raison d'un rêve (Pier Paolo Pasolini e la ragione di un sogno) de Laura Betti et Paolo Costella

## Récompenses et distinctions
- 1996 : prix Sergio-Leone au Festival du film italien d'Annecy, pour I magi randagi.